# Edward Stratemeyer

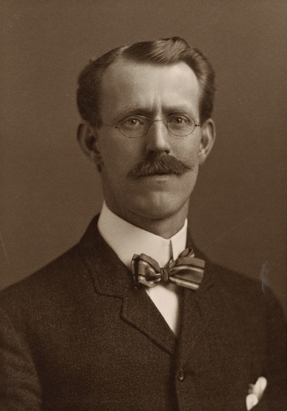
Stratemeyer

Edward Stratemeyer (* 4. Oktober 1862 in Elizabeth, New Jersey; † 10. Mai 1930 in Newark, New Jersey) war ein US-amerikanischer Publizist und Kinderbuchschriftsteller. Er erschuf die Kinderbuchserien über die Hardy Boys, die Bobbsey Zwillinge, Nancy Drew, die Rover Boys, Tom Swift, Bomba, der Dschungelboy und viele andere.
Stratemeyer erfand die Technik, langlaufende, konsistente Romanserien mit Hilfe von freischaffenden Autoren zu erschaffen. Die Autoren schrieben standardisierte Novellen, die danach unter einem Pseudonym erschienen, das seinem Unternehmen gehörte. Dieses Stratemeyer-Syndikat produzierte kurze Handlungsschemen, die an mehrere Schriftsteller geschickt wurden, die diese Geschichten ausformulierten, innerhalb einer vorgegebenen Seiten- und Kapitelanzahl. Jedes Buch begann mit einer Vorstellung der Charaktere und wurden beim ersten Cliffhanger unterbrochen für eine kurze Zusammenfassung der bisherigen Bücher der Serie.
Stratemeyers Serien waren innovativ, weil sie als reine Unterhaltungslektüre gedacht waren, ohne Morallektionen oder erzieherische Absichten, die in den meisten anderen populären Romanen des frühen 20. Jahrhunderts zu finden waren. Stattdessen produzierte er geradlinige Action- oder Mystery-Geschichten mit idealisierten Helden und Heldinnen.
Stratemeyer ist auf dem Evergreen-Friedhof, Hillside, New Jersey, begraben.